# Храм Александра Невског у Паризу
Катедрала Александра Невског (фр. Cathédrale Saint-Alexandre-Nevsky, рус. Собор Святого Александра Невского) катедрала је Руске православне цркве у Паризу.
Успостављена је 1861. године. Исте године је освештана, чинећи је тако првом руском црквом у Француској. Под надзором је Архиепископије западноевропских парохија руске традиције.
Део изградње је финансирао Александар II Николајевич.
Рад катедрале није био усклађен са Московском патријаршијом још од Руске револуције. Московска патријаршија је преузела надлежност за катедралу Александра Невског 14. септембра 2019. године.

## Познати људи и катедрала
- Пабло Пикасо се оженио Олгом Кхокхловом 12. јула 1918. године у катедрали.
- Хенри Тројат се ту први пут оженио 1938. године.
- Владимир Крамник, бивши првак света у шаху се оженио у катедрали 2006. године.
- Александар Шмеман је био у служби 1930.

### Сахране познатих људи:
- Иван Тургењев 1883. године,
- Василиј Кандински 1944. године,
- Георгиј Гурџијев 1949. године,
- Андреј Тарковски 1987. године,
- Иван Буњин 1953. године